# Borrala webbi
Borrala webbi is een spinnensoort in de taxonomische indeling van de Stiphidiidae.
Het dier behoort tot het geslacht Borrala. De wetenschappelijke naam van de soort werd voor het eerst geldig gepubliceerd in 2004 door M.R. Gray & H. M. Smith.